# Répertoire de la flûte traversière

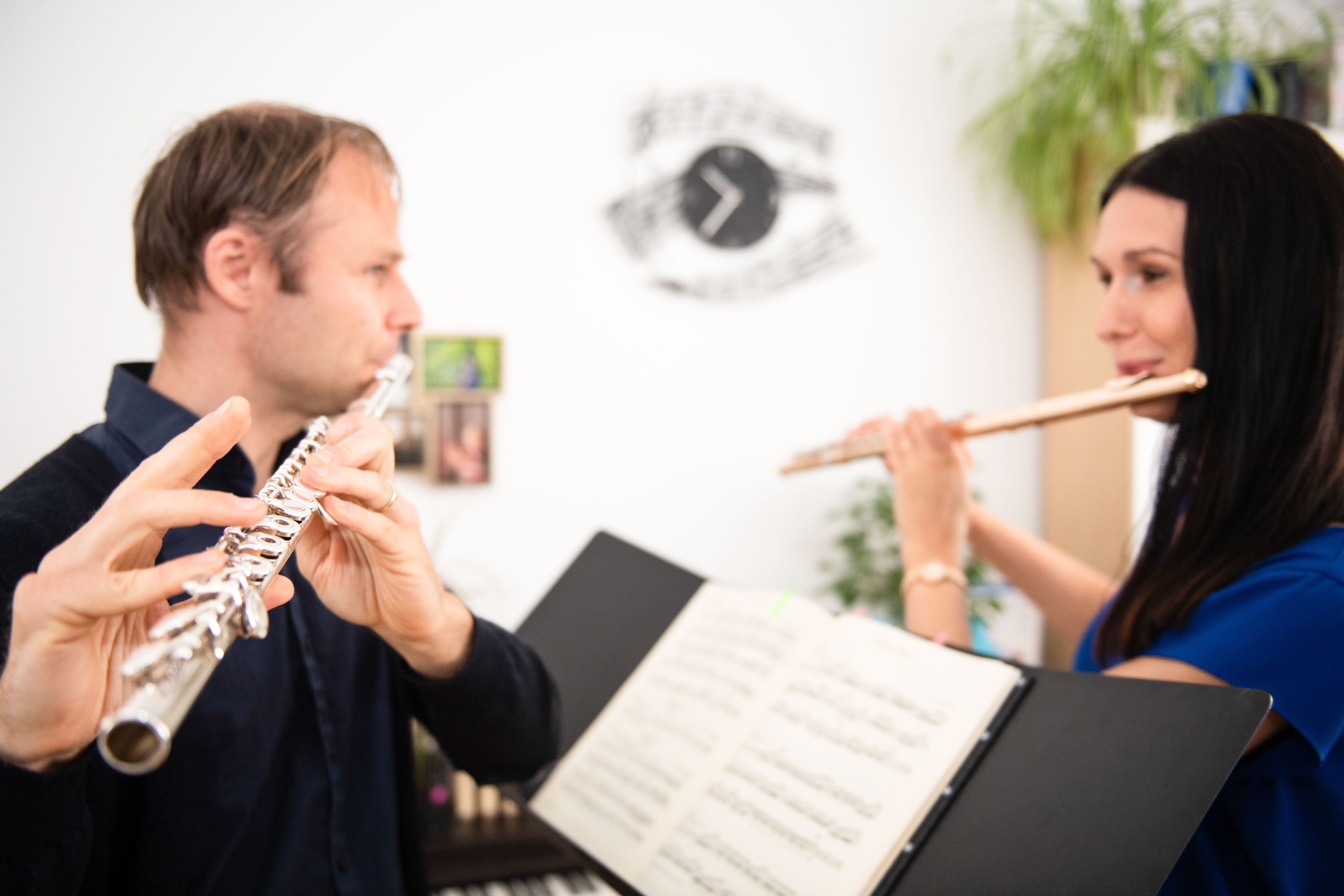
Deux musiciens à la flûte traversière.

Le répertoire de la flûte  traversière regroupe les œuvres pour cet instrument dans les diverses formes d'accompagnement possibles. La flûte à  bec est un instrument ancien qui remonte à la préhistoire. La flûte traversière apparaît au Moyen Âge et va évoluer au XVIe siècle en faisant apparaître un nouvel instrument, la flûte traversière baroque ou (en italien : traverso), au détriment de la flûte à  bec. 
La flûte traversière évoluera également au cours du XVIIIe siècle avec la frénésie des inventions pour instrument à vent en sa forme avec un corps en métal et avec le système Boehm au niveau du clétage.
Son répertoire très étendu a évolué au gré de ses évolutions technologiques (chromatisme, ambitus, justesse, puissance dans les divers registres...) au travers des époques,. En musique contemporaine, les compositeurs exploitent ces possibilités techniques de jeu étendues.

## Œuvres pour flûte et orchestre
- Jean-Sébastien Bach :
  - Suite n° 2 pour flûte, cordes et basse continue en si mineur, BWV 1067 (1738-39)
- Wolfgang Amadeus Mozart :
  - Andante pour flûte et orchestre (1778)
- Carl Maria von Weber:
  - Romanza siciliana pour flûte et orchestre in sol mineur, J. 47 (1805)

## Œuvres de musique de chambre pour flûte traversière

### Œuvres majeures pour flûte seule
Le répertoire pour flûte seule est conséquent. Les œuvres suivantes sont données dans l'ordre chronologique :
- J.S. Bach :
  - Partita en la mineur pour flûte solo (c. 1718)
- Georg Philipp Telemann : 
  - 12 fantaisies pour flûte seule (1733)
- C. P. E. Bach :
  - Sonate pour flûte seule de  Carl Philipp Emanuel Bach (1763)
- Claude Debussy :
  - Syrinx (1913)
- Arthur Honegger :
  - Danse de la chèvre (1921)
- Edgard Varèse : 
  - Densité 21,5 (1936)
- Luciano Berio :
  - Sequenza I (1958)
- Robert Muczynski :
  - Trois Préludes (en), Op. 18 (1962)
- Tōru Takemitsu
  - Voice (en) (1971)
- Karlheinz Stockhausen :
  - Amour (en) (1981)
  - Harmonien (2006)

### Duos pour flûte et piano, hors Sonates
On relèvera les œuvres significatives par ordre chronologique :
- Frédéric Chopin
  - Variations pour piano et flûte sur Non più mesta de La Cenerentola de Rossini en mi majeur (1824)
- Franz Schubert
  - Introduction et variations pour flûte et piano sur Trockne Blumen (1824)
- Camille Saint-Saëns :
  - Romance, op. 37 (en) (1871)
- Gabriel Fauré :
  - Fantaisie, op. 79
- André Jolivet :
  - Chant de Linos (en) pour flûte et piano (1944)
- Olivier Messiaen :
  - Le merle noir (1952)
- Bruno Maderna : 
  - Honeyrêves pour flûte et piano (1961)
- Aaron Copland :
  - Duo pour flûte et piano (1971)[4]
- Philippe Leroux :
  - PPP pour flûte et piano (1993)
- Jorge Springinsfeld : 
  - Mambo pour flûte et piano (1996)
- Beat Furrer : 
  - Presto pour flûte et piano (1997)
- Olga Neuwirth :
  - Verfremdung/Entfremdung pour flûte, piano et bande (2002)
- Doina Rotaru : 
  - Crystals pour flûte et piano (2002)
- Mario Lavista :
  - Elegía a la muerte de Nacho pour flûte et piano (2003)
- Jorge Torres Sáenz :
  - El jardín quimérico pour flûte et piano (2003)
- Philippe Hurel: 
  - Ritornello - In memoriam Luciano Berio  pour flûte et piano (2003-2004)
- Rodolfo Acosta : 
  - fluye pour flûte basse et piano (2009-2010)
- Víctor Ibarra : 
  - …sobre el horizonte pour flûte et piano (2011)
- Javier Compeán : 
  - Siete miniaturas pour flûte et piano (2012)
- Juan Arroyo : 
  - Gravitasson IIb pour flûte en sol et piano (2015)
- Javier Muñoz-Bravo : 
  - Fluxus turbulentus pour flûte et piano (2015)
- Juan Pablo Muñoz : 
  - Focus pour flûte/flûte en sol et piano (2015)
- Iradj Sahbai : 
  - Les Oiseaux pour flûtes et piano avec modulateur en anneau (2022)

### Œuvres pour flûte et autres instruments
- Ludwig van Beethoven :
  - Sérénade pour flûte, violon et alto (en) en ré majeur, opus 25
  - Trio pour piano, flûte et basson (en) en sol majeur, WoO 37
- Pierre Boulez : 
  - ...explosante-fixe..., diverses configurations avec flûte et autres instruments (1971-72, 1973-74, 1985, 1991-93)
  - Le Marteau sans maître pour voix de contralto, flûte alto, alto, guitare, xylorimba, vibraphone et percussion.
- Carlos Chávez :
  - Soli II (en) pour flûte, hautbois, clarinette, basson et cor
  - Xochipilli (en), pour piccolo, flûte, clarinette en mi bémol, trombone et six percussionnistes
- Claude Debussy :
  - Sonate pour flûte, alto et harpe
- André Jolivet :
  - Pastorales de Noël (en), pour flûte, basson et harpe
- Camille Saint-Saëns :
  - Caprice sur des airs danois et russes, pour flûte, hautbois, clarinette et piano
- Karlheinz Stockhausen :
  - Adieu, pour flûte, hautbois, clarinette, basson et cor.
  - Zeitmaße (en), pour flûte, hautbois, cor anglais, clarinette et basson
- Georg Philipp Telemann :
  - Quatuors de Paris (en) (12) pour flûte, violon, viole de gambe ou violoncelle et basse continue (1730 et 1738)
- Edgard Varèse :
  - Octandre pour piccolo (doublure du piccolo), hautbois, clarinette, cor, basson, trompette, trombone et contrebasse.
- Heitor Villa-Lobos :
  - Bachianas brasileiras n° 6 pour flûte et basson
  - Chôros n° 2 pour flûte et clarinette
  - Chôros n° 7 pour flûte, hautbois, clarinette, saxophone alto, basson, violon et violoncelle avec tam-tam ad lib
  - Quinteto em forma de chôros pour flûte, hautbois, cor anglais, clarinette et basson.
- Carl Maria von Weber :
  - Trio pour piano, flûte et violoncelle (en) en sol mineur, opus 63, J. 259 (1818-19)

## Traits d'orchestre
La flûte traversière dispose de nombreux solos et traits dans les œuvres symphoniques et lyriques,.
On citera :
- W.A. Mozart
  - La flûte enchantée (1791)

## Répertoire dupiccolo
Le piccolo est souvent utilisé à l'orchestre pour doubler la flûte traversière à l'octave supérieure afin de colorer une phrase mais il dispose également de son propre répertoire.
On citera : 
- Ludwig van Beethoven : 
  - dernier mouvement de la Neuvième Symphonie (1822-1824)
- Dmitri Chostakovitch
- Igor Stravinsky
  - L'oiseau de feu (1909-1910)

## Répertoire de la flûte alto ouflûte en sol
Son emploi est assez limité par les compositeurs. 
- Maurice Ravel
  - Daphnis et Chloé (1909-1912)
  - L'Enfant et les Sortilèges (1919-1925)
- Igor Stravinsky
  - Le Sacre du printemps (1910-1913)
- Gustav Holst
  - Les Planètes (1914-1917)
- Edgard Varèse
  - premières mesures d' Amériques (1926)
- John Williams
  - musique du film Harry Potter à l'école des sorciers (2001).